# Sportåret 2020

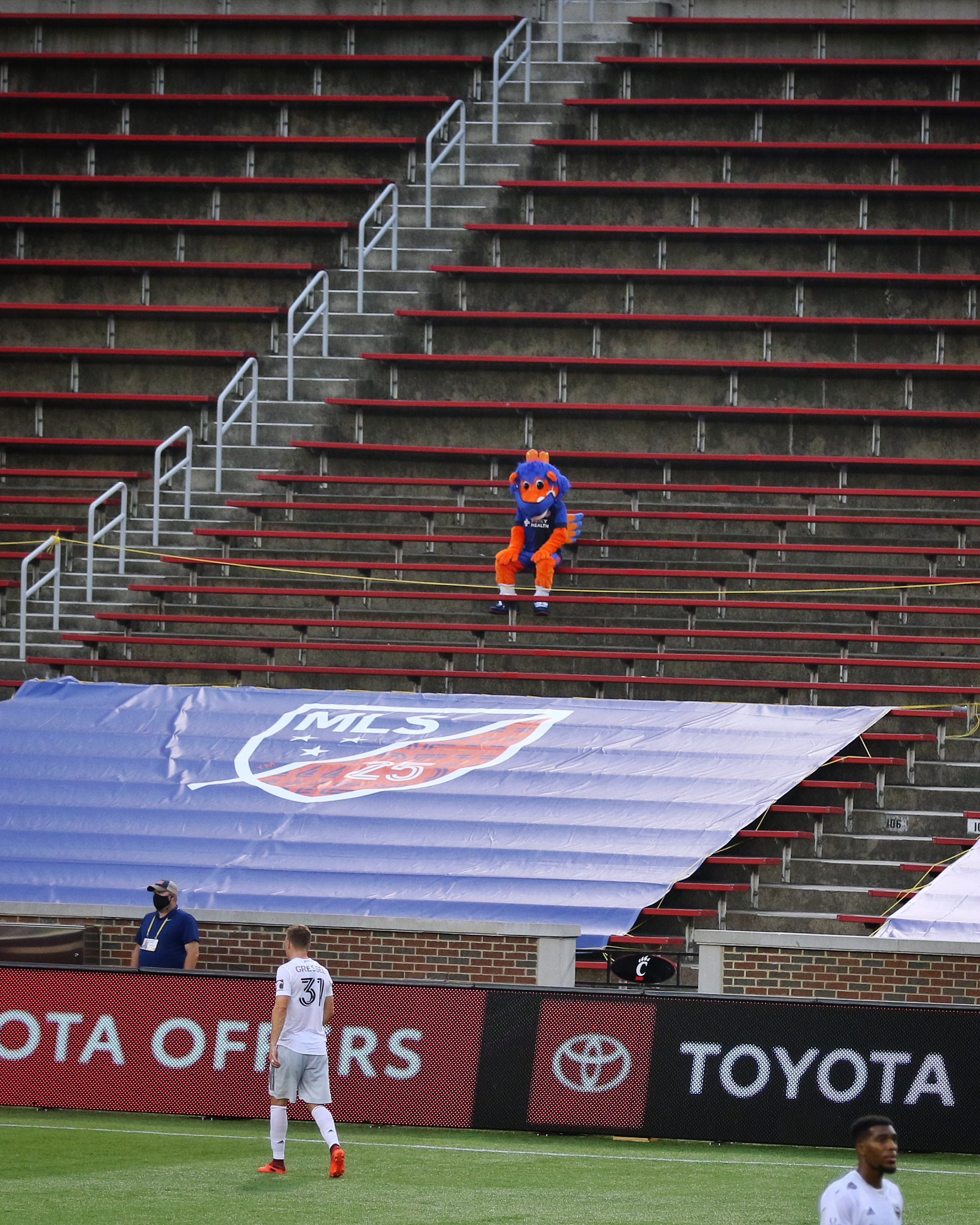
Tomma och glesa läktare blev idrottens nya vardag under pandemin.

Sportåret 2020 präglades av att flertalet sportevenemang från och med mars månad ställdes in eller sköts upp på grund av coronautbrottet. Framåt mitten av året började man alltmer återuppta tävlandet, ofta utan publik eller med starkt begränsat antal åskådare.

## Bandy
- 22 februari - Sverige vinner Världsmästerskapet för damer genom att besegra Ryssland med 3–1 i finalmatchen på Frogner stadion i Oslo, Norge medan Norge besegrar Finland med 6–1 i bronsmatch på samma plats.
- 21 mars - Svenska bandyfinalen spelas på Studenternas IP i Uppsala i Sverige. Västerås SK blir svenska dammästare genom att vinna finalen mot Skutskärs IF med 4–3.[3] Edsbyns IF blir svenska herrmästare genom att vinna finalen mot Villa Lidköping BK med 5–1.[4]

## Baseboll
- 27 oktober - National League-mästarna Los Angeles Dodgers vinner World Series med 4–2 i matcher över American League-mästarna Tampa Bay Rays.[5]

## Friidrott
- 8 februari – Armand Duplantis, Sverige noterar nytt världsrekord i stavhopp för herrar då han hoppar 6.17 meter vid inomhustävlingar i Toruń.
- 15 februari – Armand Duplantis, Sverige förbättrar sitt världsrekord i stavhopp till 6.18 meter vid inomhustävlingar i Glasgow.

## Handboll
- 26 januari – Spanien blir Europamästare på herrsidan genom att besegra Kroatien med 22–20 vid finalen i Globen i Stockholm i Sverige.[6]
- 20 december – Norge blir Europamästare på damsidan genom att besegra Frankrike med 22–20 vid finalen i Jyske Bank Boxen i Kolding i Danmark.[7]

## Ishockey
- 26 december 2019-5 januari 2020 - Juniorvärldsmästerskapet för herrar spelas i Ostrava och Třinec, Tjeckien. Kanada vinner turneringen genom att besegra Ryssland i finalen med 4–3.[8]
- 4 februari - Frölunda HC vinner Champions Hockey League genom att besegra Hradec Králové i finalen med 3–1.[9]
- 28 september: Tampa Bay Lightning vinner Stanley Cup, vars slutspel på grund av pandemin skjutits upp från våren till sensommaren och hösten, genom att besegra Dallas Stars med 2–0 i sjätte finalen på neutral is i Toronto, och vinner därmed finalserien med 4–2.[10]

## Motorsport

### Sportvagnsracing
- 25-26 januari – Ryan Briscoe, Scott Dixon, Kamui Kobayashi och Renger van der Zande vinner Daytona 24-timmars med en Cadillac DPi-V.R för Wayne Taylor Racing.[11]
- 20 september – Sébastien Buemi, Kazuki Nakajima och Brendon Hartley vinner Le Mans 24-timmars med en Toyota TS050 Hybrid.[12]

### Formelbilsracing
- 12 juli – Felix Rosenqvist tar sin första vinst i Indycar.[13][14]

## Travsport
- 26 januari – Björn Goop vinner travloppet Prix d'Amérique tillsammans med Face Time Bourbon[15], och blir även första svensk att vinna loppet två gånger.[16]
- 8 augusti – Stoet Ramona Hill segrar i den 95:e upplagan av Hambletonian Stakes, och blir det 15:e stoet att någonsin vinna loppet.[17]
- 6 september – Robert Bergh tar sin fjärde seger i Svenskt Travderby, denna gången tillsammans med Hail Mary.[18]
- 29 oktober – Travhästen Propulsion visar sig efter utredning vara nervsnittad, och större delen av hans tävlingskarriär ogiltigförklaras.[19]

## Avlidna
- 1 januari
  - Don Larsen, 90, amerikansk basebollspelare.[20]
  - David Stern, 77, amerikansk advokat samt kommissarie för National Basketball Association (NBA).[21]
- 2 januari – Roman Montjenko, 55, rysk roddare.
- 5 januari – Hans Tilkowski, 84, tysk (västtyskfödd) fotbollsspelare.[22]
- 11 januari – Tom Belsø, 77, dansk racerförare.[23]
- 13 januari
  - Carlos Girón, 65, mexikansk simhoppare.
  - Maurice Moucheraud, 86, fransk tävlingscyklist.
- 24 januari – Rob Rensenbrink, 72, nederländsk fotbollsspelare.[24]
- 26 januari – Kobe Bryant, 41, amerikansk basketbollspelare.[25]
- 29 januari – Blagoja Georgievski, 69, makedonsk (jugoslavisk) basketspelare och tränare.[26]
- 30 januari – John Andretti, 56, amerikansk racerförare.[27]
- 31 januari – Gunnar Svensson, 63, svensk ishockeyspelare och tränare.[28]
- 5 februari – Abadi Hadis, 22, etiopisk långdistanslöpare.[29]
- 7 februari – Brian Glennie, 73, kanadensisk ishockeyspelare.[30]
- 12 februari – Tamás Wichmann, 72, ungersk kanotist och olympisk medaljör.[31]
- 13 februari – Karel Neffe, 71, tjeckoslovakisk roddare.[32]
- 16 februari
  - Barry Hulshoff, 73, nederländsk fotbollsspelare och tränare.[33]
  - Harry Gregg, 87, nordirländsk fotbollsmålvakt.[34]
- 17 februari – Mickey Wright, 85, amerikansk golfspelare.[35]
- 23 februari – János Göröcs, 80, ungersk fotbollsspelare och tränare.[36]
- 24 februari – Jan Kowalczyk, 78, polsk hästhoppningsryttare.
- 27 februari – Valdir Espinosa, 72, brasiliansk fotbollstränare.[37]
- 29 februari – Éva Székely, 92, ungersk simmare, olympisk medaljör.
- 1 mars – Stefan Lindqvist, 52, svensk fotbollsspelare.[38]
- 3 mars – Nicolas Portal, 40, fransk tävlingscyklist.[39]
- 4 mars – Robert Sjavlakadze, 86, sovjetisk (georgisk) friidrottare, främst inom höjdhoppning.
- 6 mars – Henri Richard, 84, kanadensisk ishockeyspelare.[40]
- 10 mars – Kurt Liander, 88, svensk fotbollsspelare.[41]
- 11 mars – Tatjana Prorotjenko, 67, ukrainsk (sovjetiskfödd) friidrottare inom kortdistanslöpning.
- 13 mars – Dana Zátopková, 97, tjeckisk (tjeckoslovakiskfödd) spjutkastare.[42]
- 15 mars – Lasse Sandlin, 76, svensk sportjournalist.[43]
- 19 mars – Peter Whittingham, 35, brittisk (engelsk) fotbollsspelare.[44]
- 20 mars - Vladimír Zábrodský, 97, tjeckisk ishockeyspelare och tränare.[45]
- 21 mars – Lorenzo Sanz, 76, spansk affärsman och president för Real Madrid.[46]
- 24 mars – John Davies, 90, australisk simmare.
- Mars  – Leif-Åke "Josef" Josefsson, 67, svensk journalist (framförallt sportjournalist), utrikeskorrespondent och krönikör.[47]
- 3 april – Eric Verdonk, 60, nyzeeländsk roddare.[48][49][50]
- 6 april – Radomir Antić, 71, serbisk fotbollsspelare och tränare.[51][52]
- 7 april – Donato Sabia, 56, italiensk medeldistanslöpare och idrottsledare.[53]
- 8 april – Lars-Eric Lundvall, 86, svensk ishockeyspelare och tränare.[54]
- 11 april – Colby Cave, 25, kanadensisk ishockeyspelare.[55]
- 12 april – Peter Bonetti, 78, engelsk fotbollsmålvakt.[56][57]
- 12 april – Stirling Moss, 90, brittisk racerförare.[58]
- 12 april – Doug Sanders, 86, amerikansk golfspelare.[59]
- 17 april – Norman Hunter, 76, brittisk (engelsk) fotbollsspelare.[60][61]
- 19 april – Margit Otto-Crépin, 75, tysk-fransk ryttare.[62]
- 22 april – Hartwig Gauder, 65, tysk tävlingsgångare.[63]
- 26 april – Tomás Balcázar, 88, mexikansk fotbollsspelare.[64]
- 27 april – Marina Bazanova, 57, ukrainsk (sovjetisk) handbollsspelare.
- 27 april – Laura Myllymaa, 37, finländsk travtränare.[65]
- 5 maj – Jan Halvarsson, 77, svensk längdskidåkare.[66]
- 25 november – Diego Maradona, 60, argentinsk fotbollsspelare och fotbollstränare.[67]
- 29 november – Papa Bouba Diop, 42, senegalesisk fotbollsspelare.[68]
- 14 december – Gérard Houllier, 73, fransk fotbollstränare.[69]